# Pelikan Island
Pelikan Island (englisch; bulgarisch остров Пеликан ostrow Pelikan) ist eine in südwest-nordöstlicher Ausrichtung 290 m lange und 160 m breite Felseninsel im Palmer-Archipel vor der Westküste der Antarktischen Halbinsel. Sie liegt 3,1 km nördlich des Asencio Point, 165 m nordnordöstlich von Alka Island, 1,95 km südöstlich des Bulnes Point und 470 m südwestlich des Tizoin Point in der Belimel Bay an der Südwestküste der Trinity-Insel.
Britische Wissenschaftler kartierten sie 1978. Die bulgarische Kommission für Antarktische Geographische Namen benannte sie 2018 nach dem bulgarischen Trawler Pelikan, der von den 1970er bis in die frühen 1990er Jahre zum Fischfang in den Gewässern um Südgeorgien, um die Kerguelen, um die Südlichen Orkneyinseln, um die Südlichen Shetlandinseln und um die Antarktische Halbinsel tätig war.